# Стадион Румињаху
Стадион Румињаху (шп. Estadio Municipal General Rumiñahui), је стадион који се користи првенствено за фудбал, био је домаћи стадион „Индепендијенте дел Вале” еквадорске Серије А до марта 2021, када се екипа преселила на свој нови стадион „Естадио Банко Гајакил”. Стадион прима 8.000 гледалаца и отворен је 30. маја 1941. године.

## Историја
Овај стадион игра важну улогу у локалном фудбалу, пошто су клубови Румињахуенсе и Санголкилењо, као што је Клан Јувенил, играли локалну улогу на овој спортској сцени током свог битисања у професионалном фудбалу, од Друге категорије до Серије А.
Стадион је место одржавања различитих спортских догађаја на локалном нивоу, као и позорница за разне културне догађаје, посебно музичке концерте (који се такође одржавају у Колосеуму Кантоналне лиге Руминахуи де Санголкуи). Овде су се играле неке утакмице, међу осталим стадионима (8), Копа Америка у фудбалу за жене 2014.